# 末松安晴
末松 安晴（すえまつ やすはる、Yasuharu Suematsu、1932年9月22日 - ）は、日本の電子工学者・通信工学者・計算機科学者・教育者。光通信用半導体レーザの先駆的研究により大容量長距離光ファイバ通信の実現と発展に貢献した。岐阜県中津川市坂下出身。

## 概要
1963年6月26日には、東京工業大学で世界初の光ファイバ通信実験を行って公開した。その後、本格的な光ファイバ通信の実現を目指して研究した末松は1981年に動的単一モードレーザ（その一つの位相シフト分布反射器レーザ）を発明し、この分野の学術基盤を開拓した。位相シフト分布反射器レーザは、現在大容量長距離光ファイバ通信用の標準レーザとして広く世界で用いられている。これ以外にも量子井戸レーザの高性能化にも取り組んだ。末松はさらに波長可変レーザを発明したほか、集積レーザを実現して能動光集積回路の理論を提唱し、これを後にPICsと名付けて現在に至る発展を図った。
末松は他方、母校・東京工業大学の教授・学長として理工系人材の育成に励み、後には高知工科大学学長・国立情報学研究所所長にも就任した。文部科学省科学技術・学術審議会会長などを務め、科学技術・学術の振興に努めた。また、末松は青少年の科学技術教育にも励んでおり、「岐阜サマー・サイエンス・スクール in なかつがわ」（1995年創設；中津川市教育委員会）の実行委員長を務めているほか、世界の発明や発見のデータベースを集積して子供から大人までがウェブ上で広く閲覧できる、通称「発明と発見のディジタル博物館」（2010年より、日本学術振興会・国立情報学研究所・各学協会財団）の推進を行っている。

## 青少年期

### 少年期
末松は1932年9月22日に恵那郡坂下町（現：中津川市）で父佑一、母まつゑ夫妻の長男として生まれた。末松の幼少期は第2次世界大戦前後の激動期で、末松は5人兄弟の一員として父母、祖父母、そして坂下へ疎開してきた、出征した叔父の家族4名という大家族の中で育った。家は米穀、木材、石油などを扱う自営業で、祖父母からは「東京へ出て洋館に住む人」と可愛がられた。父は、折に触れて農作業や魚釣りなどへ連れ出し、木曽川の対岸に咲く白い花を教材に、「敷島の大和心を人とわば 朝日に匂う山桜花かな」（本居宣長の短歌）などと教えたりした。母は社会規範に悖ることをすると厳しく諭した。本を読むのは好きで、子ども向けの『プールターク英雄伝』や「アンデルセン童話」など、また雑誌「子どもの科学」、後には「自然」なども購読した。小学校5、6年次には、加藤宗平の指導で県の模型飛行機恵那郡大会に参加し、2年連続優勝した。
岐阜県立恵那中学校（旧制中学、現：岐阜県立恵那高等学校）1年次に第2次世界大戦が終わり、新設されたサッカー部に属した。この頃、ジャンク屋で入手して真空管ラジオを作ったという。新教育制度となり小学区制が施行された上に旧制中学は新制高校となったことから、末松は母親が学んだ高等女学校が前身の岐阜県立中津高等学校に転入した。数学が好きで、また、エディントン著の『膨張する宇宙』や『考古学入門』なども読んだ。安晴が作った鉱石ラジオが聞こえないのを見かねた叔父の末松玄六（戦後名古屋大学教授となっていた）の計らいで、理学部の上田良二教授に会わせてもらったり、除隊後に名古屋大学工学部教授に就任した親戚の市川眞人からピタゴラスの定理の成り立ちを教わったりして、学術的刺激の少ない地域に居ながらも啓発された。

### 大学・大学院時代
末松は1951年4月に叔父の勧めで東京工業大学に入学し、1年半の教養課程の後に電気工学弱電コースに進んだ。教室よりは、自分で本を読んで納得がゆくまで考えるのが性に合っていたという。教養は河合栄治郎著の『百冊の本』から選んで手当たり次第に読んだ。アーノルド・J・トインビーが書いた "An Historian’s Approach to Religion"（1956年、日本では深瀬基寛訳で『一歴史家の宗教観』として出版）で、「自己中心性を去れ」と書いてあったことから社会貢献に目覚め、宗教が合理を越えた高い理念だったことを学んだ。また、ジェームズ・クラーク・マクスウェルの "A Treatise on Electricity and Magnetism"（1873年、『電気磁気論』）からは新分野を築いた叡智に触発され、リヒャルト・クーラントとダフィット・ヒルベルトの "Methoden der Mathematischen Physik" (en) （1924年）で、数学は物理現象を記述するものと理解した。末松も大学で専門の基礎を深め、社会で生きる意義を取得したという。大学院の指導教官だった森田清教授からは「論文書きに熱中するより本格的な仕事をせよ」と諭された。東工大教授の末武国弘が開いた、研究室を越えて集まりとことん議論する輪講会、マイクロ波輪講会や、東京大学の岡村総吾・斎藤成文両教授が主催した大学の枠を越えた懇談会、電子ビーム懇談会、などで研究者への道が拓かれたという。

## 大容量長距離光ファイバ通信用の半導体レーザの発明

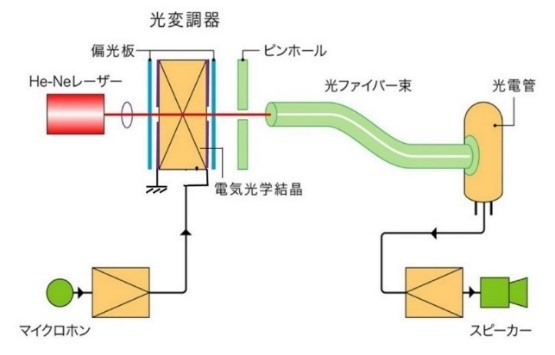
図1 世界初の光ファイバ通信実験 東京工業大学1963-5-26 この実験は世界最初期に行なわれたものとして、国立科学博物館館の未来技術遺産として重要科学技術史資料に登録されることになった。吸湿性でデシケータに保存されているこの時に利用したADP結晶と共に、2008年7月に復元されたレプリカが、東京工業大学百周年記念館内の博物館で保存･展示されている。

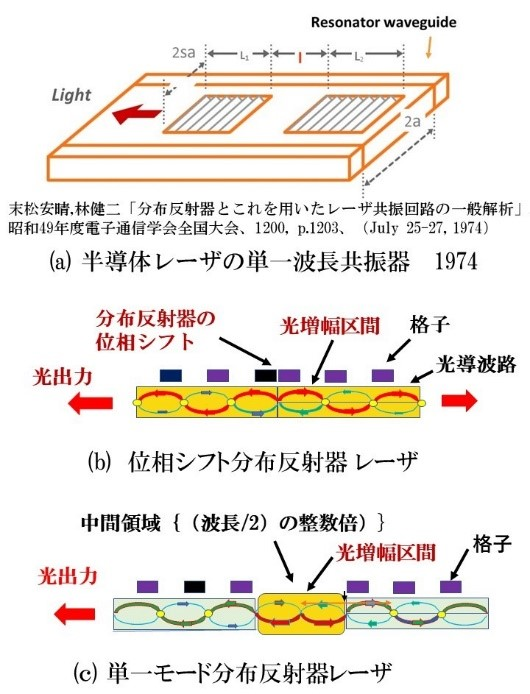
図2 動的単一モードレーザの原理

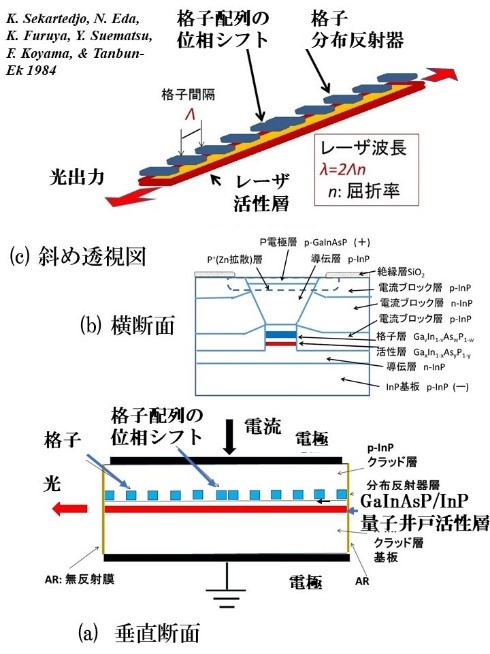
図3 位相シフト分布反射器レーザ

### 温度同調の動的単一モード・レーザ ～位相シフト分布反射器レーザ～
末松は1960年に大学院を修了して東京工業大学に採用され、光通信の実現に向けて、光源と光伝送路の両方の可能性を探る研究を始めた。1963年に、光ファイバ通信実験を世界で初めて行い公開した（図1）。この実験は世界最初期に行なわれたものとして、国立科学博物館館の未来技術遺産として重要科学技術史資料に登録されることになった。吸湿性でデシケータに保存されているこの時に利用したADP結晶と共に、2008年7月に復元されたレプリカが、東京工業大学百周年記念館内の博物館で保存･展示されている。研究費が乏しかった初期には理論を主体にした研究を行った。1965年に光ビーム導波路の理論を、1967年に半導体レーザの直接変調の上限周波数を明らかにし、1970年には半導体レーザの動作理論などを構築した。
1967年から1年間、末松は文部省の在外研究員として米国のオハイオ州立大学に滞在して、MITやベル研究所などを訪ねて交友を広めた。1969年に末松に転機が訪れた。川上正光工学部長の紹介で東京電気化学(株)の山崎貞一社長から新しい研究の後押しをしたいと、見返りを求められないで多額の研究費の寄付を受けた。これを契機に、末松は研究の指針を「この世にないものを創る」「その原理を明らかにする」として、大容量の情報を長距離にわたって世界中に隈なく伝送できるところに光ファイバ通信の本質があると見定め、長波長帯単一モード光通信を提唱し、大容量長距離光通信実現に不可欠な、波長が安定した光を発する通信用半導体レーザの実現に向けた本格的な研究に取りかかった。
そして、その通信用半導体レーザとして、1972-1974年に動的単一モード・レーザ（DSMレーザ；Dynamic Single Mode Laser）を示唆した (図2)。この動的単一モード・レーザは次の3機能を併せ持つ半導体レーザである：1）長距離伝送のために、光ファイバの損失が最低になる波長1.5μｍ帯（この波長帯は研究を進める途中で明確になった）の光を出し、2）単一モード光ファイバ内の伝搬速度が波長により異なる伝搬定数分散に由来する伝送容量制限を乗り越えるために、単一波長で安定に動作し、さらに、3）多波長の通信に対応するために、波長が同調により可変できることである。
まず、Donald A Keckらの予測を参考にして、光ファイバの最低損失波長帯レーザの研究を進め、1979年に、波長1.5μm帯のGaInAsP/InPレーザを荒井滋久や板屋義夫らの協力で開拓した。この研究発表に対して2016年にSSDM実行委員会は35年遡ってSSDM2016 Awardを与えている。この年にNTTの宮哲夫らにより最低損失波長帯は1.5μｍになることが明らかにされた。この研究では、当初、高価なInP基板の調達の問題があったが、国際電信電話株式会社の中込雪男所長の協力が得られて切り抜けられた。
1981-1983年に、多くの学生や同僚の協力の下に、まず、宇高勝之らと温度同調の動的単一モード・レーザを実現した。この実現の研究に関して、1983年のValdemar Poulsen Gold Medalが与えられている。この間の事情が“Light Unseen” に記載されている。

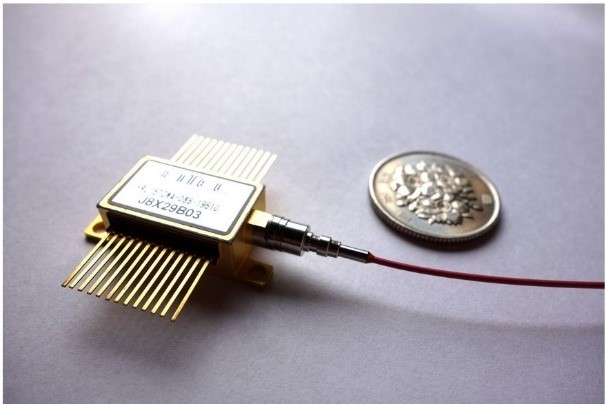
図4アレー・動的単一モードレーザ、大きさの比較に百円硬貨、古河電工（株）提供

そして1983年に、古屋一仁らと位相シフト分布反射器レーザを実現した (図3)。この実現に対して、1985年のElectronics Letters Premium Award が与えられている。 このレーザは、温度同調の動的単一モード・レーザの代表例である。この位相シフト分布反射器レーザは、基盤の温度により波長を変える動的単一モード・レーザで、生産性が高く、大容量長距離光ファイバ通信の標準レーザとして広く用いられている。位相シフト分布反射器レーザ、あるいは位相シフトDFBレーザ、さらには単にDFBレーザと呼ばれることもある。中心波長が異なる1ダースほどの動的単一モード・レーザをアレー状に並べて広波長域の通信用レーザとしても用いられている。図4は商用化されたアレー・動的単一モード・レーザを示す。生産性が高いので、データ・センターや家庭向け回線にまで用途が広がっている。
この間の1975年7-8月の夏休みの期間中に、末松は小口文一日本電信電話公社研究本部長の招きで、日本電信電話公社通信研究所の客員研究員として週1-2回出向し、新関暢一統括を始め優れた研究者達と有意義な意見交換をした。1977年8月には、柳井久義教授を中心にした「光集積回路光通信国際会議（IOOC）」の発足に末松は参画した。

### 電気同調の動的単一モード・レーザ ～波長可変レーザ～

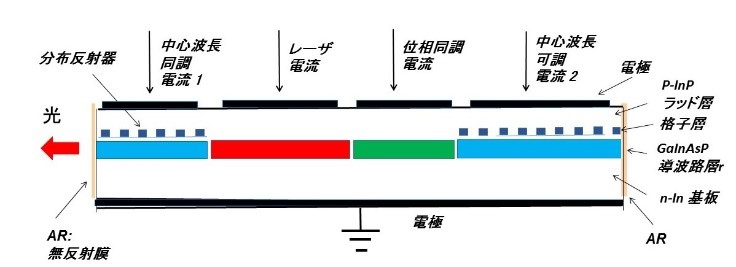
図5 波長可変レーザ～電気同調の動的単一モードレーザ

電気により波長を同調する動的単一モード・レーザは、図1(c)に示す構造が基本で、二つの分布反射器で挟まれた中に、レーザ増幅部と位相可変領域とを設けるものである(図5)。分布反射器と移相領域とには別々の電流を加えて屈折率を変え、波長を変える。1980年に末松らが発明し、1983年に、東盛裕一らの協力で電気的に波長が可変できる動的単一モードレーザの動作を実証した。電気的に波長が変えられるので、波長可変レーザとも呼ばれる。これらの研究を含んで、1986年のIEEEデビッド・サーノフ賞（IEEE、米国）が与えられ、1998年にドイツで出版された”Tunable Laser Diode”（初版）には、末松の序文が求められて執筆している。この波長可変レーザは、その後、1993年にNTTの東盛裕一・吉国裕三らや、カリフォルニア大学のLarry Coldrenが、複数の周期構造を混在させた分布反射器を用いて共振状態を櫛の刃状にし、共振の波長を飛び飛びに変える技術を導入して、波長可変範囲を大幅に拡大することに成功した。多値変調のような狭スペクトルレーザの要求には、金子俊光らのように、プラズマ効果に代わってマイクロヒータを用いる局部的な温度変化の方法が適用されている。2004年に、まず米国で高密度の波長領域多重（D-WDM; Dense Wavelength Division Multiplexing）通信用に商用化され、その後に世界で広く使われている。このレーザは電気的に独立して波長制御が出来るので、次に述べる能動光集積回路と一体化した光源に利用できる優れた特徴がある。

### 能動光集積回路PICs
末松は研究の初期から能動光集積回路が光通信に必要と考えていた。1963年に平面レーザの解析、1968年には海外研修先のオハイオ州立大（米）で平面導波路型の半導体光パラメトリック発振器を発明した。1969年にStewart Miller（米）はベル・システム・技術誌（BSTJ) で光集積回路を具体的に提唱した。1974年に末松は協力者達と光集積回路の中心となる集積レーザ、集積二重導波路ITG集積レーザを実現し、その後1981年に作成の容易なBJB集積レーザを開拓し、波長可変レーザの開拓につなげた。このITG集積レーザの研究に対して1979年の業績賞が与えられている。1975年に中村道治らは0.85μｍ帯のGaAlAs DFBレーザの室温連続発振に達した。1977年に末松は集積レーザを中心とした能動光集積回路を提案、1978年には岸野克巳らと半導体レーザと半導体光増幅器（現在はSOA：Semiconductor Optical Amplifierと呼ばれている）や光検出器との一体集積を達成し、この様なレーザ中心の平面型の光集積回路を1987年にPICｓ（Photonic Integrated Circuits）と名付けた。この名称は現在、広く用いられている。Larry ColdrenとDaniel Blumenthal（米）らは、ルータ用に大量なPICsを開拓した。2011年のRadha Nagarajan（米）らは超高速Tb/sのコヒーレント受光PICsを開拓した。大規模集積化は一層進み、2014年には、Summers（米）らは40X57Gb/s（2.25Tb/s）のコヒーレント送信PICsを開拓した。光集積回路では複雑な導波路で光が弱くなるので、光強度の増大のために発振前の半導体レーザによる光増器（SOA）が随所で用いられている。2000年に東工大の水本哲也らは導波路型アイソレータを実現した。2012年にNTTの松尾らはホトニック結晶レーザの室温連続動作を達成した。1990年にSi基板上に構成されたシリカ光受動回路の集積光回路がNTTの河内正夫により提案され、Si-PICsに発展している。Si-PICsでは光を出すレーザが無く、その欠陥を埋めるためにSi基板やSiやシリカ導波路に、レーザやInP材料を貼り付けるInP-Si-ハイブリッド-PICsが開拓されている。

### 光デバイス動作の理解
末松は研究の指針を、先述のように「この世にないものを創る」「その原理を明らかにする」として、前者に関しては動的単一モードレーザなどの新しいデバイスを創ったが、他方では、好奇心が旺盛な大学の教育者として、後続の若者達に効率よく伝えるために創り上げてきたデバイスの原理を多くの協力者の叡智により明らかにして系統化した。
1. 高速変調が一つの特徴である半導体レーザの直接変調特性の上限周波数を池上徹彦徹彦と明らかにし(1968)、直接変調の高調波ひずみ量をTchang-hee Hongらと共に与え、その上限周波数で起こる非線形現象をキャリアの拡散長と活性層の横方向の幅を等しくすれば削減できることを古屋一仁と示し、直接変調による波長の動的揺らぎを発見して光ファイバの伝送特性と分散制御の関係を小山二三夫と明らかにし、動的揺らぎを岸野克巳と共に定式化した。他方では、
2. 発振状態の半導体レーザにおける他モードへの利得抑圧効果を、キャリアの緩和現象を基に定式化を進め、西村吉雄、山田実、浅田雅洋らと共に順次、理論の内容を深め(1970)[18]、また、量子箱レーザの利得を明らかにして量子箱の優れた点を浅田雅洋や宮本恭幸と明らかにし、始めて量子箱レーザの発振に平山秀樹らと共に成功した[19]。そして、
3. キャリアの自然放出光が発振モードに加わる自然放出係数を古屋一仁と共に定式化し、動的単一モード・レーザの単一モード性能を自然放出係数を用いて小山二三夫や小森和弘らと明らかにし(1989)、レーザのスペクトル幅を自然放出係数を用いて定式化した。
4. 収束性光導波路のマトリックス理論解析を吹抜洋司と行い(1968)、ケーブル化による不規則曲がり損失を理論的に明らかにし、損失が許容される単一モード光ファイバのコア径が、1.5μm帯の単一モード光ファイバでは8-10μm程度で実用的な寸法に出来ることを古屋一仁と一緒に示した。

## 動的単一モード・レーザの実現が達成した社会的貢献

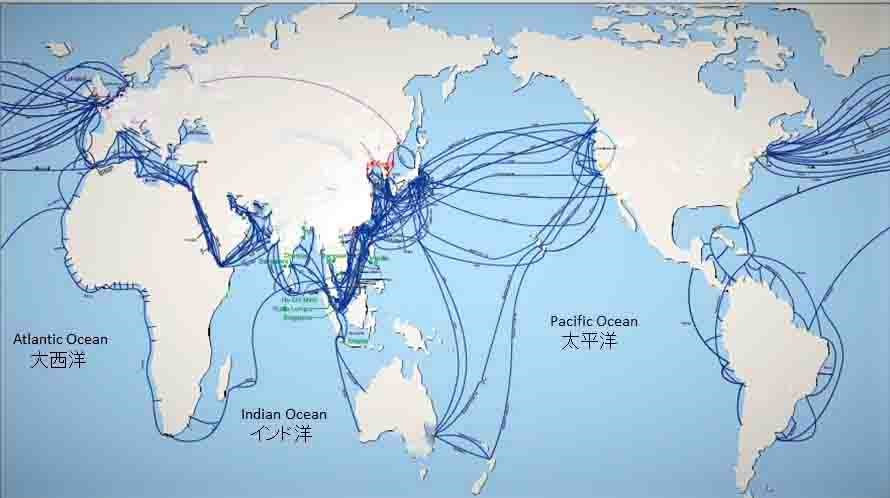
図6 世界の大陸間光海底ファイバケーブル。KDDI提供。

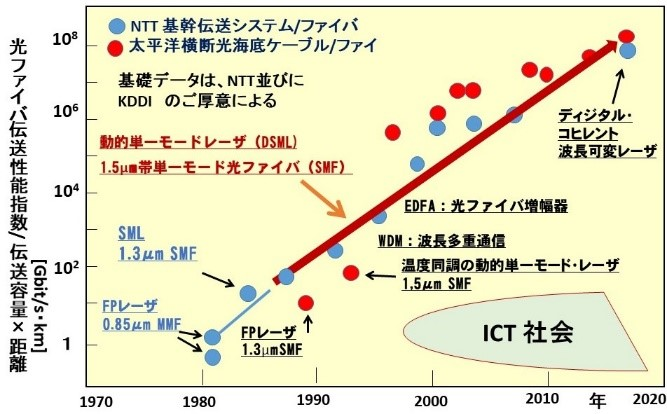
図7 光ファイバ通信の伝送性能の年次進歩
出典：素データはNTTとKDDIの提供による

末松が提唱した1.5μｍ長波長帯の大容量・長距離光ファイバ通信は、動的単一モードレーザ（DSMレーザ）を主な光源とし、さらに極低損失化とVAD法の開拓で低価格化が達成された単一モード光ファイバを中心に、光デバイスや変調方式、光ファイバ増幅器などの研究・開発と共に発展した。すなわち1987年には波長1.5μm帯の温度同調の動的単一モードレーザを光源とする、波長多重（WDM）光ファイバ通信システムがNTTなどによって陸上の幹線システムに、そして1992年はKDDやAT&Tなどにより大陸間太平洋横断光海底ケーブルの長距離用に商用化された（図6）。これによって情報の伝送コストが著しく低減し、インターネットの発展を支えて今日に至っている。この一連の研究が光ファイバ通信の発展に与えた貢献に対して、1894年のC＆C賞を、1997年のドイツのEduard-Rhein- Stiftungを、さらに2016年には日本発明協会が戦後日本のイノベーション100選に選ばれ。また、汎用性の高い技術開拓として動的単一モードレーザへの関心が述べられている。さらに2004年ごろからは、電気的な波長可変のレーザ、電気同調の動的単一モードレーザが高密度波長多重（D-WDM）システムの高度化やコヒーレント通信の光源にも用いられている。
現在、光ファイバ通信は地球を数万回取り巻く高密度の情報ネットワークを形成しており、中距離のイーサーネット等にも広く用いられている。さらに、FTTHによる家庭の光回線には、局から家庭には1.5μm帯の動的単一モードレーザが、そして最近は家庭から局へは1.3μm帯の動的単一モードレーザが用いられている。こうして光ファイバ通信の情報伝送性能指数、伝送容量×伝送距離の積は、それ以前の同軸ケーブルの性能の約1億倍に達し（図7）、情報伝送のコストを格段に低下させた。こうした進歩を反映して1990年代の中葉から、AmazonやGoogle、そして楽天などのネットワーク産業が続発した。その後、2010年が近づくと、電子映像のネットワーク利用が普及するとともに、スマート・フォンの発展により地球上の多くの人達がネットワークに繋がれ、高速伝送を前提としたクラウドを用いる社会、ビッグデータや人工知能を活用するネット連携社会へと進んでいる。光通信の発展は大容量情報の即時伝送を日常化し、ネット連携社会、そして情報通信技術文明を生み出す原動力となっている。今日のインターネット社会は、動的単一モードレーザを光源とする光ファイバ通信の発展なしには達成され得なかったであろう。こうした動的単一モードレーザの先駆的研究とその果たした社会的な貢献に対して、2014年に日本国際賞を、さらに天皇陛下から2０15年には文化勲章が親授されている。

## 光通信の先駆的研究を通した教育
末松は光通信の先駆的研究、半導体レーザ、光ファイバ、光集積回路などの研究、を通して、光通信工学の教育分野を開き、まだ実用化に至っていなかった1977年に、将来の商用化を見込んで「光ファイバ通信入門」（伊賀建一との共著）の世界初の教科書を執筆した。この本は、英語、フランス語、中国語、イラン語、韓国語の主要5カ国語に翻訳されると共に、現在まで5版を重ねて人材育成に貢献してきた。さらに、文部科学省の支援で大学内に「超高速エレクトロニクス･研究センター（1986年）」とその後継研究施設である「量子効果エレクトロニクス･研究センター（1994年）」を創設してこの新分野の教育と研究を行った。そして、35年間にわたる大学院教育の師として60名の博士学生を育てた。その内の37名は大学の教授（助教授を含む）で、その内の3人が学長に、国外の大学で7名の学長並びに教授が生まれた。また、4名の優れた産業人が活躍した。こうした教育面に対して、新分野の先駆的研究と重ね合わせて、2003年にEEE James Mulligan Jr. Education Medalが与えられた。大学の先端教育のみならず、子供達の科学教育にも深い関心を持って関わっている。

## 社会への貢献活動
末松安晴は動的単一モードレーザの研究成果の社会還元以外に、様々な社会貢献を行ってきた。
政府関係では、1994年に総理府 宇宙開発委員会非常勤委員、そして日本ユネスコ国内委員会委員,後に副会長、1997年に日本学術会議会員、そして通産省 産業技術審議会委員、1999年に文部科学省 大学設置・学校法人審議会会長、2000年に日本学術振興会協力会理事長、2003年に文部科学省 科学技術・学術審議会会長などを務めた。学会活動では、1986年にIEEE半導体レーザ国際会議組織委員長、1987年に光集積回路／光ファイバ国際会議（IOOC'89）組織委員長、1992年に電子情報通信学会会長、2001年に映像情報メディア学会会長を務め、1993年に工学ナショナルアカデミー(NAE；米国) 国外会員、2000年に韓国ナショナル工学アカデミ?国外会員に選ばれた。また、大学教育や研究所の関係では、1989年にスイス連邦工業大学客員教授、1989年に東京工業大学学長、1991年に中国・清華大学客座教授、1993年に工学院大学特別専任教授、1994年にパビア大学（伊）客員教授、そして日本学術振興会監事、1995年に通商産業省 産業技術融合領域研究所所長、1997年に高知工科大学学長、2000年に東日本旅客鉄道株式会社社の外取締役、2001年に国立情報学研究所所長、2005年に独立行政法人国立科学博物館館友、2010年公益財団法人高柳健次郎財団理事長、2015年に公益財団法人放送文化基金理事長を務めている。また、日本で選ばれた卓越研究のデータ・ベースをネットワーク上で公開する事業、通称、「発明と発見のディジタル博物館」のデータ・ベース収拾と推進を行っている。この事業は、2010年に国立情報学研究所と関連学協会財団の協力の下に日本学術振興会に設置された「卓越研究データベース」である。そして1995年には、中学生の理科教育のために、岐阜県中津川市主催で文部科学省と岐阜県の後援の下に、岐阜サイエンス・サマー・スクールを毎年開催して、今日に至っている。

## 略年譜
1932年9月22日、現岐阜県中津川市に生まれる。岐阜県恵那郡坂下尋常高等小学校、旧制岐阜県立恵那中学校を経て在学中途岐阜県立中津高等学校に転校し1951年3月同校卒業。
1951年4月、東京工業大学工学部に入学する。同大学工学部では電気工学コースを専攻し、1960年3月26日に工学博士森田清の指導を受け同大学大学院理工学研究科博士課程電気工学専攻を修了した。1960年4月同大学工学部電気工学科助手、1961年9月同学科助教授となった。1963年5月に行われた「東工大全学祭」では光ファイバ通信実験を行っている。
1967年5月14日、自著論文「光ビーム導波系」が電気通信学会論文賞を受賞した。また、同年10月より翌1968年9月にかけて、アメリカ合衆国オハイオ州立大学電子科学研究所に文部省在外研究員として派遣される。帰国後、1973年8月に母校東京工業大学工学部の電子物理工学科教授に就任した。
1974年1月、「単一モード動作の位相シフト結合分布反射器レーザ」を発明する。1975年7月より同年8月にかけ、日本電信電話公社（現NTT）通信研究所に小口文一NTT研究本部長の招聘で客員研究員として勤務。また、1976年1月より「電子通信学会」編集幹事に就任し英文論文誌の発刊に従事した。同年4月、文部省科学研費特定研究「光導波エレクトロニクス」が発足しこれにも参画。
1977年8月、光集積回路光通信国際会議（IOOC）が発足し末松もこれに参加。
1978年5月20日、「光集積回路」が電子通信学会業績賞を受賞。同年、アメリカ合衆国のベル研究所との間で人材交流を開始した。
1980年4月より1982年3月まで、文部省科学研究費特別推進研究により「長波長集積レーザ及び光集積回路」が1億4千万円の研究費支援を得る。この間、1980年9月より同年10月まで1か月間、イギリス電気通信研究所にて客員教授として在籍している。帰国後の同年10月には「光通信用半導体レーザ：動的単一モードレーザ」が実現した。
1982年4月14日、アメリカ電気電子学会（IEEE）の量子エレクトロニクス・ソサイアティ賞を受賞。
1983年5月、「電気同調の波長可変レーザ」実証。同年10月17日、コミュニケーション功労者として内閣総理大臣表彰を受けた。同年11月21日には「位相シフト分布帰還レーザ」を実現し、11月30日にはデンマークでヴォルデマール・ポールセン金賞を受賞した。
1985年7月30日、「1.5 micron phase-shifted DFB lasers for singlemode operation」により英国電気学会のElectronics Letters Premium Awardを共同受賞（Y. Suematsu, F. Koyama, T. Tanbun-Ek, K. Sekartedjyo, N. Eda, and K Huruya）。
1986年より翌1987年までアメリカ合衆国のIEEE半導体レーザ国際会議組織委員長を務める。この間、1986年5月に東京工業大学工学部長就任、1986年6月9日にIEEEデビッド・サーノフ賞を受賞した。
1987年、光集積回路／光ファイバ国際会議（IOOC'89）の組織委員長に就任。同年日本工学アカデミー会員。
1989年3月27日、公益財団法人東レ科学振興会より東レ科学技術賞を受賞。同年3月から4月にかけてスイス連邦工業大学客員教授を務める。
1989年10月より東京工業大学学長に就任、1993年10月まで務めた。1991年4月、中華人民共和国の清華大学客座教授に就任。
1992年に入り、同年5月から翌1993年5月まで電子情報通信学会会長、同年11月16日よりアメリカ合衆国メリーランド大学名誉工学博士となる。
1993年2月22日にジョン・ティンダル賞を受賞、翌3月22日日本放送協会(NHK)放送文化賞受賞。同年10月東京工業大学の名誉教授に就任、また10月6日より全米技術アカデミー国外会員。11月より1995年3月まで工学院大学特別専任教授。
1994年より2003年まで日本ユネスコ委員および副会長に就任。1994年4月から5月までイタリアのパビア大学客員教授、1994年4月から1995年3月まで日本学術振興会監事、1994年7月より2007年7月まで総理府宇宙開発委員会の非常勤委員、1994年7月8日アメリカ合衆国のサリー大学名誉大学博士。
1994年10月26日、日本電気C&C財団よりC&C賞受賞。同年11月3日、出生地の岐阜県恵那郡坂下町から名誉町民顕彰を受ける。
1995年4月より1997年3月まで産業技術融合領域研究所所長を務める。1995年8月より岐阜サイエンス・サマー・スクール実行委員長。
1996年11月3日、紫綬褒章受章。
1997年4月より2001年3月まで高知工科大学学長を務める。1997年5月より2005年4月まで日本学術会議会員。1997年10月18日、ドイツのエドゥアルト・ライン財団基礎研究賞を受賞。1997年より2001年まで通商産業省産業技術審議会委員。
1999年より2002年まで文部省大学設置・学校法人審議会会長。
2000年3月20日より韓国国際工学アカデミー国外会員。2000年5月、日本学術振興会協力会理事長就任。同年6月より翌2001年3月まで東日本旅客鉄道（JR東日本）社外取締役を務める。
2001年4月、国立情報学研究所所長就任、翌2005年3月まで務める。2001年5月から2002年4月まで映像情報メディア学会会長、
2003年2月より2005年1月まで文部科学省科学技術・学術審議会会長。2003年6月21日、IEEEジェームス・ミリガン・ジュニア・エデュケーション・メダル受賞。2003年11月3日、文化功労者顕彰。
2005年4月、総合研究大学院大学名誉教授。2005年4月より2009年3月まで国立情報学研究所顧問、2005年4より独立行政法人国立科学博物館館友、2005年11月23日、中津川市名誉市民顕彰。
2006年11月3日、瑞宝重光章受章、同年11月22日、大川財団より大川賞受賞。2007年3月27日、応用物理学会より業績賞受賞。
2009年4月より高知工科大学顧問、2010年5月より公益財団法人高柳健次郎財団理事長、2010年9月に卓越研究成果公開事業委員会を発足、委員長に就任。
2010年9月に日本学術振興会に卓越研究成果公開事業委員会が発足して委員長に就任し、卓越研究データベース、通称「発明と発見のディジタル博物館」の開設・充実を推進。2011年7月より東京工業大学栄誉教授。
2014年4月23日、「大容量長距離光ファイバ通信用の半導体レーザの先導的研究」の功績を認められ国際科学技術財団により日本国際賞受賞。2014年10月、電子情報通信学会で末松安晴賞が設置。同年11月18日東海テレビ文化賞受賞、11月25日蔵前工業会より蔵前特別賞受賞。
2015年6月、公益財団法人放送文化基金理事長に就任、同年11月3日文化勲章受章。
2016年3月、東京工業大学に「新科学技術システム分野の開拓を目指す若い研究者を支援」する目的で末松基金が設置。2016年6月15日、公益社団法人発明協会による「戦後日本のイノベーション百選」に共同選出され、末松が関わった「光通信用半導体レーザ（DSMレーザ）」「光ファイバー製造法（VAD法）」が選出された。同年9月27日、SSDM賞を共同受賞。

## 主な著作
単著
- 末松安晴『半導体レーザと光集積回路』オーム社、1984年4月。ISBN 4274030229。
- 末松安晴『光通信の発展を支えた基礎研究』科学新聞社、Amazon Kindle本電子出版、2008年5月。
- (英語) Optical devices & fibers, 1982 / editor: Y. Suematsu.. オーム社. (1982) 2018年7月28日閲覧。
- 『半導体レーザーが通信を変える（ステアリングシリーズ 科学技術を先導する30人 ; 11）』三田出版会、1990年8月。ISBN 978-4895830560。
- 『電磁気学』共立出版、1973年。国立国会図書館書誌ID:000001130670。
- 『明日を拓く人間力と創造力』丸善、2005年3月。ISBN 978-4621053690。
- 『知と美のハーモニー : 猪瀬ロッジからのメッセージ : 軽井沢土曜懇話会講演集 1』オーム社、2004年5月。ISBN 978-4274948947。
- 『電子技術Ⅱ』 A、B、実教出版、1987年。国立国会図書館サーチ：R100000001-I2611B10680052, R100000001-I2611B10680053。
- 『光デバイス』コロナ社、1986年4月。国立国会図書館書誌ID:000001794791。
- 『末松安晴、第一講義「光ファイバ通信と社会」、「人類の技術」2016年版、豊橋技術科学大学編』日経BPコンサルティング、2016年4月。
- 末松安晴『つながる世界～ネット社会の進化とディジタル化』Amazon Kindle本電子出版、2019年10月。

共著
- 末松安晴、伊賀健一『光ファイバ通信入門』オーム社、1976年。国立国会図書館書誌ID:000001137859。
- 末松安晴、A. Adams (1994年9月30日) (英語). Handbook of Semiconductor Lasers and Photonic Integrated Circuits. Ohm and Chapman & Hall Co.. ISBN 978-0412547201
- 末松安晴、小林功郎『フォトニクス : 光エレクトロニクスとその進展』オーム社、2007年12月。ISBN 978-4274204814。
- 末松安晴編共著『半導体レーザと光集積回路』オーム社、1984年4月。
- Edited and Co-authored by Y. Suematsu (1982年1月). ”Optical Devices and Fibers、Japan Annual Reviews in Electronics, Computers & Telecommunications,” Vol.3. Ohm and North Holland Co.
- Edited and Co-authored by Y. Suematsu (1983). ”Optical Devices and Fibers、Japan Annual Reviews in Electronics, Computers & Telecommunications,” Vol.7. Ohm and North Holland Co.
- Edited and Co-authored by Y. Suematsu (1984). ”Optical Devices and Fibers、Japan Annual Reviews in Electronics, Computers & Telecommunications,” Vol.11. Ohm and North Holland Co.
- Edited and Co-authored by Y. Suematsu (1985年6月). ”Optical Devices and Fibers、Japan Annual Reviews in Electronics, Computers & Telecommunications,” Vol.15. Ohm and North Holland Co.
- 『人物スケッチ ラジオ紳士録 PART7、平成2年度版』東海ラジオ放送、1991年。

論文
- 末松安晴、吹抜洋司、「理想化されたガス光導波系の解析」、電気通信学会誌 ｛Y. Suematsu and Y. Fukinuki, "Analysis of the Idealized Light Waveguide Using Gas Lens, "Trans. IECE of Japan｝, Vol.48, No.10, pp.1684-1690 (Oct. 1965).
- T. Ikegami and Y. Suematsu, "Resonance-Like Characteristics of the Direct Modulation of a Junction Laser," Proc. IEEE, Vol.55, No.1, pp.122-123 (Jan. 1967).
- Yasuharu Suematsu, "Tunable Parametric Oscillator Using a Guided Wave Structure," Report 2586-1, Electro Science Laboratory, Department of Electrical Engineering, The Ohio State University, Oct. 1968.
- Y. Nishimura, K. Kobayashi, T. Ikegami and Y. Suematsu, ”Hole-Burning Effect in Semiconductor Lasers,“ 1970 Internat’l Quantum Electronics Conf., 20.8p, Kyoto, Sept. 1970.
- 末松安晴、林健二、「分布反射器とこれを用いたレーザ共振回路の一般解析」、昭和49年度電子通信学会全国大会、1200, p.1203、（July 25-27, 1974）. （Y. Suematsu and K. Hayashi, ”General analysis of distributed Bragg reflector and laser resonator using it,” National Convention of the Institute of Electronics and Communication Engineer, 1200, p.1203, July 25-27, 1974.）
- Y. Suematsu, M. Yamada, and K. Hayashi, “A Multi-Hetero-AlGaAs Laser with Integrated Twin-Guide,” Proc. IEEE, Vol. 63, No. 1, pp.208-209 (Jan. 1975).
- Y. Suematsu and K. Furuya, "Theoretical Spontaneous Emission Factor of Injection Lasers," Trans. IECE of Japan, Vol. E60, No.9, pp.467-472 (Sep. 1977).
- Yasuharu Suematsu, "Monolithic Integration of Optical Circuits and Related Twin-Guide Lasers,” International Conference of Integrated Optics and Optical Communications, B1-1, Tokyo, July 1977.
- S. Arai, Y. Itaya, Y. Suematsu, and K. Kishino, "1.5-1.6 μm wavelength (100) GaInAsP/InP DH lasers," 11th Conf. on Solid State Devices (SSDM), Tokyo, B-3-4 (Aug. 1979).
- S. Arai, M. Asada, Y. Suematsu, and Y. Itaya, "Room Temperature CW Operation of (100) GaInAsP/InP DH Laser Emitting at 1.51μm," Japan. J. Appl. Phys., Vol.18, No.12, pp. 2333-2334 (Dec. 1979).
- K. Furuya and Y. Suematsu, "Random-Bend Loss in Single-Mode and Parabolic-Index Multi-Mode Optical Fiber Cables," Appl. Opt., Vol.19, No.9, pp.1493-1500 (May 1980).
- 末松安晴、宇高勝之、昭和56-116683、「同調及び周波数変調機構を具える分布反射型半導体レーザ」、特許公開：昭56/9/12(1981)、出願番号：昭55-19049、出願：昭和55/2/20b, 1980 {Y. Suematsu and K. Utaka,“Distributed-reflector semiconductor laser with tunable and frequency modulation mechanism,” Japan Pat. Appl. S-56-116683, opened Sept. 12, 1981, applied Feb. 20, 1980}.
- M. Yamada and Y. Suematsu, "Analysis of Gain Suppression in Undoped Injection Lasers," J. Appl. Phys., Vol.52, No.4, pp.2653-2664 (Apr. 1981).
- K. Utaka, K. Kobayashi and Y. Suematsu, "Lasing Characteristics of 1.5-1.6μm GaInAsP/InP Integrated Twin-Guide Lasers with First-Oder Distributed Bragg Reflectors, "IEEE J. Quantum Electron., Vol. QE-17, No.5, pp651-658 (May 1981).
- K. Kobayashi, K. Utaka, Y. Abe, and Y. Suematsu, "CW Operation of 1.5-1.6μm Wavelength GaInAsP/InP BH Integrated Twin Guide Lasers with Distributed Bragg Reflector," Electron. Lett., Vol.17, No.11, pp.366-368 (May 1981).
- K. Utaka, K. Kobayahsi, F. Koyama, Y. Abe, and Y. Suematsu, "Single Wavelength Operation of 1.53μm GaInAsP/InP BH Integrated Twin Guide Lasers with Distributed Bragg Reflector under Direct Modulation up to 1GHz," Electron. Lett., Vol.17, No.11, pp.368-369 (May 1981).
- Y. Suematsu, S. Arai, and K. Kishino, "Dynamic-Single-Mode Semiconductor Lasers with Distributed Reflector," IEEE J. Lightwave Technol., Vol. LT-1, No.1, pp.161-176 (Mar. 1983).
- Yasuharu Suematsu, "Long-Wavelength Optical Fiber Communication," Proc. IEEE, Vol.71, No.6, pp.692-721 (June 1983).
- Y. Tohmori, Y. Suematsu, H. Tsushima, and S. Arai, "Wavelength Tuning of GaInAsP/InP Integrated Laser with Butt-Jointed Built-in Distributed Bragg Reflector," Electron. Lett., Vol.19, No.17, pp.656-657 (Aug. 1983).
- K. Sekartedjo, N. Eda, K. Furuya, Y. Suematsu, F. Koyama, and T. Tanbun-Ek, "1.5μm Phase-Shifted DFB Lasers for Single-Mode Operation," Electron. Lett., Vol.20, No.2, pp.80-81 (Jan. 1984).
- F. Koyama and Y. Suematsu, "Analysis of Dynamic Spectral Linewidth of Dynamic-Single-Mode (DSM) Lasers and Related Transmission Bandwidth of Single-Mode Fibers," IEEE J. Quantum Electron., Vol.QE-21, No.4, pp.292-297 (Apr. 1985).
- M. Asada and Y. Suematsu, "Density-Matrix Theory of Semiconductor Lasers with Relaxation Broadening Modal-Gain and Gain-Suppression in Semiconductor Lasers," IEEE J. Quantum Electron., Vol.QE-21, No.5, pp.434-442 (May 1985).
- Y. Nakata, M. Asada and Y. Suematsu, “Novel Triode Device Using Metal-Insulator Superlattice Proposed for High-Speed Response,” Electron. Lett., Vol22, No.1, pp.58-59 (2 Jan. 1986).
- Y. Suematsu and S. Arai, "Integrated Optics Approach for Advanced Semiconductor Lasers," Proc. IEEE, Vol.75, No.11, pp.1477-1487 (Nov. 1987).
- H. Hirayama, K. Matsunaga, M. Asada, and Y. Suematsu, "Lasing action of Ga0.67In0.33As /GaInAsP/InP tensile-strained quantum-box laser," Electron. Lett., Vol.30, No.2, pp.142-143, (Jan. 1994).
- Yasuharu Suematsu, “Dynamic Single Mode Lasers,” Journal of Lightwave Technology, Vol.32, No.6, pp. 1144-1158, (March 2014).

インタビューほか
- 末松安晴、「工科大学校の新構想」、「情報通信」第6回テクノ懇話会、国立情報研究所（1999年11月）。
- 村田浩、小泉健、新関暢一共著『光ファイバの歴史～開拓者達のメモワール～』工業通信、2003年1月。NCID BA79648023。
  - 中原恒雄と末松安晴の対談が収録。
- 末松安晴、「光通信の発展を支えた基礎研究」、新-未知への群像- 科学新聞社、19回連載合本（2008-5）。
- 豊橋技術科学大学『光ファイバ通信と社会』日経BPコンサルティング、2016年4月。ISBN 978-4864431026。
  - 「光ファイバ通信と社会」節を執筆。